# Skandinavisk Motorjournal
Skandinavisk Motorjournal var et tidsskrift om motorcykler og biler, som udkom i årene 1947 til 1974.
Bladet blev udgivet med 12 numre per årgang, der havde 60 sider per hæfte.
Bladets stifter Mogens H. Damkier (født 1919, død 2009), var en anset motorjournalist, som bl.a. indførte prøvekørsler i dansk motorpresse.